# Camp Pendleton Mainside
Camp Pendleton Mainside ist ein census-designated place (CDP) im San Diego County im US-Bundesstaat Kalifornien, Vereinigte Staaten, mit 9.683 Einwohnern (Stand: Volkszählung 2020). Die geographischen Koordinaten sind: 33,31° Nord, 117,31° West. Das Stadtgebiet hat eine Größe von 23,8 km².